# Banjo-Pilot
Banjo-Pilot (originariamente Diddy Kong Pilot), è un videogioco di corse sviluppato da Rare e pubblicato da THQ nel 2005 per il Game Boy Advance della serie di Banjo-Kazooie.

## Trama
Cheato, il libro magico, ha nuovamente perso tutte le sue pagine e chiede a Banjo e a i suoi amici (e nemici) di gareggiare in vari mondi per recuperarle.

## Accoglienza
Banjo Pilot ha ricevuto recensioni miste. È stato lodato per la sua incredibile grafica, ma criticato per la mancanza di originalità. Il suo punteggio è 60/100